# Бессарион (лунный кратер)
Кратер Бессарион (лат. Bessarion) — небольшой ударный кратер на границе Океана Бурь и юго-западной части Моря Дождей на видимой стороне Луны. Название дано в честь учёного грека, выступившего архитектором унии православной и католической церквей, одного из выдающихся гуманистов XV столетия Виссариона Никейского (1403—1472) и утверждено Международным астрономическим союзом в 1935 г. Образование кратера относится к коперниковскому периоду.

## Описание кратера
Ближайшими соседями кратера являются кратер Мариус на западе; кратер Аристарх на севере-северо-западе; кратер Майер Т. на востоке и кратер Кеплер на юге. На востоке от кратера лежат горы Карпаты и борозда Т. Майера. Селенографические координаты центра кратера — 14°51′ с. ш. 37°19′ з. д. / 14,85° с. ш. 37,31° з. д., диаметр — 9,8 км, глубина — 2,0 км.
Кратер имеет чашеобразную форму и альбедо значительно выше, чем окружающая местность, что характерно для большинства молодых кратеров. Высота вала над окружающей местностью составляет 370 м, объем кратера приблизительно 40 км³. По морфологическим признакам кратер относится к типу ALC (по наименованию типичного представителя этого типа — кратера Аль-Баттани C). Объем кратера составляет 40 км3.
Кратер Бессарион включен в список кратеров с яркой системой лучей Ассоциации лунной и планетарной астрономии (ALPO) и в список кратеров с темными радиальными полосами на внутреннем склоне той же Ассоциации.

## Сателлитные кратеры
| Бессарион | Координаты                                            | Диаметр, км |
| --------- | ----------------------------------------------------- | ----------- |
| A         | 17°04′ с. ш. 39°50′ з. д. / 17,07° с. ш. 39,83° з. д. | 12,3        |
| B         | 16°50′ с. ш. 41°43′ з. д. / 16,83° с. ш. 41,72° з. д. | 11,7        |
| C         | 16°02′ с. ш. 42°38′ з. д. / 16,03° с. ш. 42,64° з. д. | 8,6         |
| D         | 19°46′ с. ш. 41°44′ з. д. / 19,77° с. ш. 41,73° з. д. | 9,2         |
| E         | 15°22′ с. ш. 37°21′ з. д. / 15,37° с. ш. 37,35° з. д. | 7,6         |
| G         | 14°54′ с. ш. 40°22′ з. д. / 14,90° с. ш. 40,36° з. д. | 3,6         |
| H         | 15°16′ с. ш. 41°29′ з. д. / 15,26° с. ш. 41,48° з. д. | 4,1         |
| V         | 15°04′ с. ш. 34°59′ з. д. / 15,06° с. ш. 34,98° з. д. | 3,0         |
| W         | 16°42′ с. ш. 36°56′ з. д. / 16,70° с. ш. 36,94° з. д. | 2,7         |

- Сателлитный кратер Бессарион Е в некоторых источниках именуется кратером Вирджил (Virgil), но это название не утверждено Международным астрономическим союзом.
- Образование сателлитных кратеров Бессарион B, C и Е относится к эратосфенскому периоду[1].